# Симеон Ванков
Вижте пояснителната страница за други личности с името Симеон Ванков.
Симеон Николов Ванков е български и руски офицер, майор от българската и генерал-майор от Руската армия, учен и общественик.
Участник в Руско-турската война (1877 – 1878), Сръбско-българската война (1885), Първата световна война (1915 – 1918) и Октомврийската революция (1917). Професор в много институти и автор на научни трудове.

## Биография

### Ранни години
Симеон Ванков е роден на 25 януари 1858 г. в гр. Свищов. Той е шестото дете в семейството на учителя Николчо Ванков и жена му Севаста. На седем годишна възраст постъпва в Свищовското градско училище, а през юли 1867 година баща му го изпраща да учи първоначално в Одеса, а след това в град Николаев (1877) в Южнославянския пансион. През 1872 година се извършва реорганизация на реалните гимназии и в трети клас Симеон Ванков се записва в „Николаевско-Александровското реално училище“. Полага изпити в Петербургския минен институт и Константиновското военно училище.
| „ | „Отначало аз постъпих в Минния институт, но мисълта и желанието да взема участие във войната за освобождение на България надделя“. | “ |

### Военна кариера
През 1876 година Симеон Ванков постъпва във Артилерийскoто училище в Санкт Петербург, което завършва през април 1878 година с чин прапоршчик, непосредствено след края на Руско-турската война (1877 – 1878). На 16 април получава назначение в 26-а артилерийска бригада, разположена в Силеври, Европейска Турция.
След войната служи в артилерията на Българската армия. Завършва Михайловската артилерийска академия в Санкт Петербург (1883) и се завръща в България. През 1885 г. основава заедно с П. Кузмински първото българско техническо дружество в Русе и е негов пръв председател. По време на Сръбско-българската война (1885) е началник на артилерийския арсенал в Русе, командва Дунавската флотилия (предшественик на Военноморските сили на България), която осъществява снабдяването с оръжие и боеприпаси на Северния отряд и на гарнизона, отбраняващ Видинската крепост.
Ванков е офицер-русофил и участва в преврата от 9 август 1886 г. срещу княз Александър Батенберг. След контрапреврата емигрира в Русия и служи в руската армия, където през 1911 г. е произведен във военно звание генерал-майор. Проявява своите научни способности и подчертан организаторски талант като специалист в областта на оръжейното производство и металообработването. Работи последователно в Киев и Санкт Петербург, началник е на Туркестанския и Приамурския военен окръг, на Брянския арсенал в Москва. Организира и ръководи оръжейни заводи в Далечния изток, а по време на Първата световна война генерал Ванков е ръководител на военното производство. Създава организацията за производство на снаряди към главното артилерийско управление, която носи неговото име. 
Непосредствено след Октомврийската революция през 1917 г., той е подава рапорт до Военното министерство и Главния щаб на армията за излизане в оставка поради болест. Рапортът е разгледан по същество през февруари 1918 г., а заповедта за уволнение от армията е издадена на 25 април (нов стил) 1918 г. 

## Работа след армията
Занимава се с научноизследователска работа в областта на цветната металургия. Значителна е и неговата преподавателска дейност. Чете лекции от 1917 г. в Московския университет „Михаил Ломоносов“, а от 1922 г. е професор по технология на металите. Автор е на редица трудове в областта на студената обработка на металите и по история на артилерията.
Професор генерал-майор Симеон Ванков умира на 21 юни 1937 г. в Москва.

## Военни звания
- Подпоручик (16 април 1878)
- Поручик (20 декември 1879)
- Капитан (30 август 1883)

## Награди
- 1894 — Орден Свети Станислав (Руска империя) 3-та степен;
- 1896 — Орден Света Анна (Руска империя) 3-та степен;
- 1900 — Орден Свети Станислав (Руска империя) 2-ра степен;
- 1901 — Орден Света Анна (Руска империя) 2-ра степен;
- 1903 — Орден Свети Владимир (Руска империя) 4-та степен;
- 1906 — Орден Свети Владимир (Руска империя) 3-та степен;
- 1912 — Орден Свети Станислав (Руска империя) 1-ва степен;

## Памет
- Барелефът на Симеон Ванков е на стената до входа в Националния дом на науката и техниката (НДНТ) на ул. „Г. Раковски“, № 108 в София, както и до входа в Дома на науката и техниката (ДНТ) в Русе.

- Има улица кръстена на негово име в град Хабаровск, Русия.